# Montalvo (ganadería)
Montalvo (denominada anteriormente Herederos de María Montalvo) es una ganadería española de reses bravas, fundada en 1925 por Antonio Pérez-Tabernero, que la cedió años después a su esposa María Montalvo, de donde proviene el nombre de la ganadería; su actual propietario es Juan Ignacio Pérez-Tabernero Sánchez, nieto de María Montalvo. La ganadería está inscrita en la Unión de Criadores de Toros de Lidia.
Las reses de la ganadería pastan en dos fincas salmantinas: la finca “Calzadilla del Mendigos”, situada en el término municipal de Membribe de la Sierra, donde se encuentran las hembras divididas en cuatro lotes; y la finca principal, “Linejo”, en el término de Matilla de los Caños del Río, donde se encuentran los machos y a donde son trasladados tras el destete.

## Origen «Jijona»
En 1797, Julián Fuentes “El Indiano” adquiere una ganadería con reses de Salamanca y de Jijona; en 1836 la traspasa a su hijo Juan José Fuentes, y este a su vez la vende en 1852 a Vicente Martínez, creador de la línea Martínez-Jijona. Después de varios años de cruzamientos, Vicente Martínez fallece en 1894 y sus dos hijas, Manuela y Vicenta Martínez, heredan la ganadería; el marido de esta última, Luis Gutiérrez dirige desde ese momento la ganadería anunciándola como “Herederos de Vicente Martínez”.
Tras unos signos de falta de fuerza, de casta y de bravura en las reses, Luis Gutiérrez decide comprar en 1904 un semental al ganadero Eduardo Ibarra (Vistahermosa-Barbero de Utrera); el toro, de nombre Diano, sería el primero de la nueva estirpe Vistahermosa de la ganadería, dando lugar a excelentes resultados. Tras el fallecimiento de Luis Gutiérrez en 1907, la ganadería es dirigida por sus sobrinos políticos Julián y Pedro Fernández Martínez hasta 1925, cuando se divide en dos lotes diferentes.

## Historia de la ganadería
El lote que correspondió a Pedro Fernández Martínez fue vendido por éste en 1925 a Antonio Pérez-Tabernero Sanchón, que la inscribió a nombre de su esposa María Montalvo Pérez-Tabernero, estableciendo la divisa y el hierro que actualmente lleva la ganadería. Tras la muerte de María Montalvo en 1942, la ganadería es heredada por su esposo Antonio y por sus cuatro hijos. Después del fallecimiento de Antonio Pérez-Tabernero en 1965 y del reparto de sus ganaderías, la de “Herederos de María Montalvo” pasa a su hijo menor y matador de toros Juan Mari Pérez-Tabernero Montalvo, que pasó a anunciarla con su propio nombre.
Su ganadería, a la que refrescó en 1979 con un semental de Luis Algarra y en 1984 con otros dos sementales de Jandilla, se la cedió ese mismo año a su hijo Juan Ignacio Pérez-Tabernero Sánchez, que volvió a anunciarla como “Montalvo”. En 1994 se adquieren reses de Zalduendo y de Daniel Ruiz (Jandilla-Juan Pedro Domecq); aunque se llevan ambas ramas por separado, desde principios del siglo xxi la rama Domecq se ha hecho dominante y el encaste mayoritario es de Juan Pedro Domecq, quedando un pequeño reducto de toros procedentes de Jijona-Martínez.

### Toros célebres
- Catedrático: toro negro de capa, de 527 kg de peso, indultado por Miguel Ángel Perera en la feria de San Antolín de Palencia el 3 de septiembre de 2016. Le cortó simbólicamente las dos orejas y el rabo.[9][10][11]
- Liricoso: toro negro mulato, herrado con el n.º 42, de 535 kg de peso. Fue indultado por Antonio Ferrera en la plaza de toros de La Glorieta de Salamanca el 13 de septiembre de 2018.[12][13][14][15][16]

## Características
La ganadería está formada con toros y vacas de Encaste Juan Pedro Domecq con reses procedentes de Daniel Ruiz y Zalduendo, con una pequeña parte procedente de la antigua casta Jijona. Atienden en sus características zootécnicas a las que recoge como propias de este encaste el Ministerio del Interior:
- Toros elipométricos y eumétricos, más bien brevilíneos con perfiles rectos o subconvexos, con una línea dorso-lumbar recta o ligeramente ensillada; y la grupa, con frecuencia, angulosa y poco desarrollada y las extremidades cortas, sobre todo las manos, de radios óseos finos.
- Bajos de agujas, finos de piel y de proporciones armónicas, bien encornados, con desarrollo medio, y astifinos, pudiendo presentar encornaduras en gancho. El cuello es largo y descolgado, el morrillo bien desarrollado y la papada tiene un grado de desarrollo discreto.
- Sus pintas son negras, coloradas, castañas, tostadas y, ocasionalmente, jaboneras y ensabanadas, estas últimas por influencia de la casta Vazqueña. Entre los accidentales destaca la presencia del listón, chorreado, jirón, salpicado, burraco, gargantillo, ojo de perdiz, bociblanco y albardado, entre otros.

Los toros de Montalvo procedentes de la casta Jijona son bastos de hechuras y grandes de alzada, ligeros de patas y resistentes, con pitones grandes y hacia arriba. Asimismo, son predominantes las pintas negras; los toros negros de Montalvo son, en su mayoría, procedentes de la casta Jijona. Los toros procedentes de Daniel Ruiz y de Zalduendo siguen la línea Jandilla dentro del encaste Juan Pedro Domecq, presentando un animal de mayor volumen, más alto de agujas y bien armado.

## Premios y reconocimientos
- 2015: XL Premio “Toro de Oro” al mejor toro de la Feria taurina de la Virgen de la Vega por Cortesano, lidiado en sexto lugar el 14 de septiembre de 2015 por Juan del Álamo.[20]
- 2017: Premio de Tauromaquia de la Junta de Castilla y León por su trayectoria, 50 aniversario y los éxitos de las reses.[21][22]
- 2018:
  - XLIII Premio “Toro de Oro” de la Junta de Castilla y León por el toro Liricoso, indultado en la Feria taurina de la Virgen de la Vega por Antonio Ferrera.[23][24]
  - XXX Trofeo de la Federación de peñas taurinas de Salamanca al mayoral de la ganadería ganadora del Trofeo de Oro.[25]
- 2019: Trofeo al mejor encierro lidiado en Las Ventas durante la temporada de 2018, otorgado por la Asociación El Toro de Madrid.[26]